# CUS Ferrara
CUS Ferrara è il gruppo sportivo dell'Ateneo ferrarese formato nel 1947.
Attiva con una propria squadra nei seguenti sport: atletica leggera, calcio, basket, golf, rugby, nuoto, sci, tennis, pallavolo, canottaggio.

## La storia

### Ieri
Le prime notizie sulla nascita del CUS Ferrara risalgono ad un documento del 10 luglio 1947, a firma del magnifico rettore Felice Gioielli, al CUSI di Roma, nel quale viene riconosciuto il CUS Ferrara “quale unico organo rappresentativo di tutti gli sportivi universitari di Ferrara”.

Erano gli anni in cui si faceva sport adattandosi alla meglio, affittando qualche palestra scolastica o chiedendo ospitalità per le grandi occasioni (come le partite della squadra di hockey su prato) al mitico campo della Spal.

Il primo impianto sportivo del CUS Ferrara, gestito autonomamente per le proprie attività, fu un campo esterno di pallacanestro sistemato nel cortile della casa dello studente di Corso Giovecca. In quei primo anni di attività veniva già praticata una serie di discipline sportive come pallacanestro, atletica, rugby, hockey su prato, pallavolo e tennis. Le partecipazioni ai Campionati Nazionali universitari fruttarono le vittorie nel 1955 e nel 1959 con il tiro a segno. Difficile ricostruire la storia del sodalizio universitario sportivo ferrarese negli anni sessanta. Occorre arrivare al 26 giugno 1969, quando un gruppo di studenti universitari davanti al notaio Montanari di Ferrara decide di “rifondare” il CUS Ferrara.

Le sezioni agonistiche affiliate nel 1969 sono il rugby e l'atletica leggera; il canottaggio compare nel 1971, poi alcuni anni dopo si aggiungono le sezioni della pallacanestro, del tennis, del Golf e del triathlon.

### Oggi
Il CUS è un'Associazione Sportiva Dilettantistica ed Ente di promozione sportiva, affiliato alla federazione CUSI (Centro Universitario Sportivo Italiano) che ha il preciso compito di gestire gli impianti sportivi dell'Università.

Ubicato nei suoi 34 ettari del Parco Urbano di Ferrara, oggi il CUS promuove lo sport, l'attività fisica e il fitness non solo all'interno del vastissimo mondo universitario ma anche a tutta la città e a tutti coloro che, sempre più numerosi, ricercano sani valori agonistico-sportivi e un servizio garantito da qualità e professionalità.

## Impianti
Impianti coperti
- 3 palestre polivalenti (basket, calcetto, volley)
- 2 palestre fitness
- 1 sala muscolazione
- 1 palestra cardiofitness
- 1 palestra spinning/walking
- 1 palestra vasca voga e rowing
- 1 piscina a 6 corsie 25x13m.
- 1 piscina 13x6m

Impianti scoperti
- 1 campo da calcio a 11
- 1 campo da calcio a 7
- 1 campo da calcio a 5 (sintetico, illuminato)
- 1 campo da calcio polivalente illuminato
- 2 campi da rugby
- 4 campi da tennis in resina poliuretanica (con copertura invernale)
- 1 campo da beach volley/beach tennis
- 1 muro per l'arrampicata sportiva
- 1 boulder per l'arrampicata sportiva
- Campo da golf 18 buche
- Campo pratica golfPuttin green
- Percorso vita 1,5 km
- Sede nautica: Darsena di San Paolo

Presso gli impianti di via Gramicia anche: sala conferenze stampa e riunioni, parcheggio, bar, ristorante e pizzeria.